# Take Me Out (píseň)
Take Me Out je druhým singlem skotské indie-rockové kapely Franz Ferdinand. Jeden z prvních hitů skupiny vyšel 12. ledna 2004, v USA byl vydán 9. února 2004.

## Úryvek textu
I'm just a crosshair
I'm just a shot away from you
And if you leave here
You leave me broken, shattered, I lie
I'm just a crosshair
I'm just a shot, then we can die